# New Brighton (Pensilvania)
New Brighton es un borough ubicado en el condado de Beaver en el estado estadounidense de Pensilvania. En el año 2000 tenía una población de 6.641 habitantes y una densidad poblacional de 2,490.4 personas por km².

## Geografía
New Brighton se encuentra ubicado en las coordenadas 40°44′13″N 80°18′35″O / 40.73694, -80.30972.

## Demografía
Según la Oficina del Censo en 2000 los ingresos medios por hogar en la localidad eran de $25,932 y los ingresos medios por familia eran $25,932. Los hombres tenían unos ingresos medios de $27,297 frente a los $21,618 para las mujeres. La renta per cápita para la localidad era de $13,475. Alrededor del 16.6% de la población estaba por debajo del umbral de pobreza.